# Холстово (Могилёвская область)
Хо́лстово (бел. Холстава) — деревня в составе Холстовского сельсовета Быховского района Могилёвской области Белоруссии.
Население в 2010 году — 395 человек.